# Pourquoi-Pas Rupes
La Pourquoi-Pas Rupes è una struttura geologica della superficie di Mercurio.